# 脇能
脇能（わきのう）とは、能楽における神をシテとする曲。正式には翁の次に演じられ、翁の脇と言う意味から脇能または脇能物と言う。五番立においては初めに演じられることから初番目物や一番目物と言われる。
使用する扇は神扇（かみおうぎ）と言われ、白骨に妻紅。

## 主な脇能
『高砂』『老松』『大社』『岩船』『右近』『絵馬』『賀茂（加茂）』『呉羽』『志賀』『西王母』『玉井』『竹生島』『鶴亀』『難波』『白楽天』『氷室』『放生川』『和布刈』『養老』『鼓滝』